# Rhopalia berlandi
Rhopalia berlandi är en tvåvingeart som beskrevs av Seguy 1949. Rhopalia berlandi ingår i släktet Rhopalia och familjen Mydidae.
Artens utbredningsområde är Marocko. Inga underarter finns listade i Catalogue of Life.